# دوناسنت‌میکلوش
دوناسنت‌میکلوش (به مجاری:  Dunaszentmiklós) یک شهرداری در مجارستان است که در ناحیه تاتا واقع شده‌است. دوناسنت‌میکلوش ۷٫۷۷ کیلومتر مربع مساحت و ۴۳۱ نفر جمعیت دارد.